# Six Mille Habitants
 (juillet 2025).
Pour plus de détails, voir Fiche technique et Distribution.
Six Mille Habitants est un film documentaire belge, réalisé par Luc de Heusch, sorti en 1958.

## Synopsis
Leçon d'urbanisme donnée sous forme de fiction. L'action se passe dans la banlieue d'une grande ville moderne. La commune dispose d'un terrain de 80 ha dont le conseil communal discute son affectation. La thèse de la majorité en place pour le lotir judicieusement serait de le parcelliser et de laisser ensuite les propriétaires agir à leur guise pour y construire leurs villas.
Le bourgmestre au contraire rêve d'y bâtir une cité toute nouvelle et soumet son projet à l'administration de l'urbanisme qui lui explique son rôle à elle, souvent méconnu.

## Fiche technique
- Titre :Six Mille Habitants
- Réalisation :	Luc de Heusch
- Scénario :
- Photographie :
- Montage :
- Musique :
- Producteur :
- Société de production :
- Société de distribution :
- Pays d'origine :   Belgique
- Langue :  Français
- Format : Noir et blanc
- Genre :  Documentaire
- Durée : 18 minutes
- Dates de sortie : 1958

## Distribution
- Marcel Branken
- Albert Lepage
- Georges Vandéric

## Distinctions
- Ce film obtient un prix d'excellence du film de fiction de court métrage à Anvers.